# Lipat Varabiev
Lipat Varabiev (Crișan, 8 de abril de 1951) es un deportista rumano que compitió en piragüismo en la modalidad de aguas tranquilas.
Ganó cuatro medallas en el Campeonato Mundial de Piragüismo entre los años 1971 y 1977. Participó en los Juegos Olímpicos de Moscú 1980, donde finalizó quinto en la prueba de C1 1000 m, y séptimo en la prueba de C1 500 m.

## Palmarés internacional
| Campeonato Mundial | Campeonato Mundial    | Campeonato Mundial | Campeonato Mundial |
| Año                | Lugar                 | Medalla            | Competición        |
| ------------------ | --------------------- | ------------------ | ------------------ |
| 1971               | Belgrado (Yugoslavia) | Medalla de bronce  | C1 10 000 m        |
| 1973               | Tampere (Finlandia)   | Medalla de plata   | C1 10 000 m        |
| 1977               | Sofía (Bulgaria)      | Medalla de oro     | C1 500 m           |
| 1977               | Sofía (Bulgaria)      | Medalla de plata   | C2 10 000 m        |